# Wirtschaftsfonds Deutschland
Der Wirtschaftsfonds Deutschland war ein von 2009 bis 2010 bestehendes Kredit- und Bürgschaftsprogramm der Bundesregierung, um deutsche Unternehmen bei der Bewältigung ihrer durch die Finanzkrise ab 2007 entstandenen Finanzierungsprobleme zu unterstützen. Unter Berücksichtigung des vom Bund garantierten mittelstandsorientierten KfW-Sonderprogramms von 15 Mrd. Euro, das bis Ende 2010 fortgeführt und flexibilisiert wurde, umfasste das Programm insgesamt 115 Mrd. Euro, ohne KfW-Sonderprogramm also 100 Mrd. Euro. Es war Teil des Konjunkturpakets II.
Einzelne Bestandteile des „Wirtschaftsfonds Deutschland“ waren:
- Das vom Bund garantierte mittelstandsorientierte KfW-Sonderprogramm (15 Mrd. Euro) wurde bis Ende 2010 fortgeführt und flexibilisiert.
- Es wurde ein vom Bund garantiertes Kreditprogramm der KfW für größere Unternehmen in Höhe von 25 Mrd. Euro (befristet bis Ende 2010) aufgelegt.
- 75 Milliarden Euro sollten in Form von Bürgschaften gewährt werden können
- Das bestehende inländische Bürgschaftsinstrumentarium für kleine, mittlere und große Unternehmen sollte besser genutzt und ausgeweitet werden.

Diese und weitere Maßnahmen galten für Vorhaben, die vor dem 31. Dezember 2010 begonnen werden. Antragsberechtigt waren nur Unternehmen, die tragfähige Konzepte vorlegen konnten.
Die Spitzenverbände der deutschen Wirtschaft forderten Bundeswirtschaftsminister Rainer Brüderle (Kabinett Merkel II) im Juli 2010 auf, einige Maßnahmen aus dem Deutschlandfonds zu verlängern. Brüderle hatte dies in einer Regierungserklärung Anfang Juli explizit abgelehnt.

## Entscheidung bei größeren und bei grundsätzlichen Fällen

### Lenkungsausschuss Unternehmensfinanzierung
Dem Lenkungsausschuss Unternehmensfinanzierung gehörten auf Staatssekretärsebene je ein Vertreter des Bundeswirtschaftsministeriums (Vorsitz), des Bundesfinanzministeriums und des Bundesjustizministeriums sowie ein Vertreter des Bundeskanzleramtes an. Der Lenkungsausschuss Unternehmensfinanzierung wurde befasst bei Krediten von mehr als 150 Mio. Euro und bei Bürgschaften von mehr als 300 Mio. Euro Bundesobligo.
Der Lenkungsausschuss Unternehmensfinanzierung entschied abschließend.
Fälle, in denen die zu übernehmende Eventualverpflichtung 300 Mio. Euro oder mehr betrug, wurden dem Haushaltsausschuss des Deutschen Bundestages vorab vorgelegt.
Die konstituierende Sitzung des Lenkungsausschusses Unternehmensfinanzierung fand am 2. März 2009 statt.
Anträge auf KfW-Kredite und auf Großbürgschaften des Bundes, die bestimmte Schwellenwerte überschritten oder die von grundsätzlicher Bedeutung waren, wurden dem Lenkungsrat Unternehmensfinanzierung zur Entscheidung vorgelegt.
Die Tätigkeit des Wirtschaftsfonds Deutschland wurde durch einen Lenkungsrat Unternehmensfinanzierung begleitet, der sich aus Persönlichkeiten mit besonderen Erfahrungen in Wirtschafts- und Finanzfragen zusammensetzen sollte. Der Lenkungsrat Unternehmensfinanzierung sprach Empfehlungen gegenüber dem Lenkungsausschuss Unternehmensfinanzierung aus.
Im Lenkungsrat Unternehmensfinanzierung waren folgende Personen: Hubertus Erlen, Martin Hellwig, Jürgen Heraeus, Minister a. D. Walter Hirche, Nikolaus Knauf, Michael Rogowski, Hubertus Schmoldt, Staatssekretär a. D. Alfred Tacke.
Der Lenkungsrat Unternehmensfinanzierung wurde befasst bei Überschreitung bestimmter Schwellenwerte (Kredite: mehr als 150 Mio. Euro, Bürgschaften: mehr als 300 Mio. Euro Bundesobligo). Der Lenkungsrat trat am 19. März 2009 zu seiner konstituierenden Sitzung zusammengetreten.

### Freigabe von Krediten und Bürgschaften
Im Jahre 2009 vergab der Fonds Staatshilfen in Höhe von 9,7 Milliarden Euro an etwa 9100 Unternehmen. Davon wurden 5,7 Milliarden Euro als Kredite durch die KfW Bankengruppe gewährt. Etwa 4 Milliarden Euro wurden als Bürgschaften vergeben.
2,9 Milliarden Euro vergab der Fonds in Form von etwa 2350 Krediten an mittelständische Unternehmen. Große Unternehmen erhielten Kredite in Höhe von 2,8 Milliarden Euro. Eine neue Form der Versorgung von Firmen mit Krediten durch Banken waren die Globaldarlehen der KfW. Zu diesem Zweck wurden durch Verträge mit der HypoVereinsbank und der Deutschen Bank insgesamt 1,5 Milliarden Euro bereitgestellt.